# ویترزفیلد
ویترزفیلد (به انگلیسی: Withersfield) یک روستا و محله مدنی در بریتانیا است که در St Edmundsbury واقع شده‌است. ویترزفیلد ۴۵۰ نفر جمعیت دارد.